# Ситники (Балезинский район)
Си́тники — бывшая деревня в Андрейшурском сельском поселении Балезинского района Удмуртии. Центр поселения — село Андрейшур.
Деревня находится на речке Лулым.
Население — 14 человек в 1961.